# Long Xuyên
Long Xuyên es una ciudad y capital de la provincia de An Giang, en Vietnam; se encuentra al sur del delta del Río Mekong. Es la segunda ciudad más grande de la Región Delta del Mekong, justo después de la concurrida ciudad de Cần Thơ. Long Xuyen también fue otrora la capital provincial de Long Xuyên.
En 1999, la ciudad oficialmente se afilió a la provincia de An Giang. En 2009, el gobierno de Vietnam reconoció la ciudad como de grado II bajo la provincia de An Giang.

## Localización geográfica
Long Xuyen está a 1950 km al sur de Hanói, 189 km al suroeste de Ho Chi Minh, y a 45 km de la frontera con Camboya. Long Xuyen es la capital de la provincia, el centro de la económica, política, cultural, científica, técnica y An Giang. La ciudad se encuentra a orillas del río Mekong. Limita al noreste con el distrito de Châu Thành, al oeste con el distrito Thoại Sơn y al sur con Cần Thơ

## Organización territorial
Long Xuyen tiene 13 unidades administrativas que se componen de 11 salas y 2 comunas:
1. S. Mỹ Bình (sala central)
2. S. Mỹ Long (sala central)
3. S. Mỹ Xuyên (sala central)
4. S. Bình Khánh (sala interior de la ciudad)
5. S. Mỹ Phước (sala interior de la ciudad)
6. S. Đông Xuyên (sala interior de la ciudad)
7. S. Mỹ Quý (sala interior de la ciudad)
8. S. Mỹ Thạnh (sala interior de la ciudad)
9. S. Mỹ Thới (sala interior de la ciudad)
10. S. Bình Đức (barrio suburbano)
11. S. Mỹ Hòa (barrio suburbano)
12. Barrio Mỹ Hòa Hưng (comuna suburbana)
13. Barrio Mỹ Khánh (comuna suburbana)

## Economía
Long Xuyên es una ciudad muy desarrollada en el merchandising (principalmente en el comercio del arroz) y la industria del procesamiento de pescado (como el pez basa) con más de seis plantas y 10.000 trabajadores.[cita requerida]

## Educación
En Long Xuyên se encuentran la Universidad de An Giang y el Colegio de Formación del Maestro de Long Xuyên. La Universidad de An Giang es la segunda universidad más grande del Delta del Mekong, pues tiene más de 10000 estudiantes. Comenzó como universidad para educadores, fue reconocida con estatus universitario en el año 2000, y actualmente cuenta con facultades de Educación, Agricultura, Economía, Informática e Ideologías Marxistas-Leninistas.
Hay tres escuelas secundarias principales en la ciudad de Long Xuyên: Thoại Ngọc Hầu, Binh Khanh y Long Xuyên, respectivamente. La escuela secundaria de Thoại Ngọc Hầu fue una vez conocida como la secundaria de Long Xuyên, con actualmente más de 2.000 estudiantes. Thoại Ngọc Hầu es una escuela especializada en Inglés, Matemáticas, Química, Física, Literatura y Biología.